# Jo met de jojo
Jo met de jojo is de officiële A-kant van de zesde single van André van Duin. Op de B-kant werd Het Bananenlied geperst. Jo met de jojo haalde de hitparade niet, het was de B-kant van deze single die de hitparades besteeg. Zowel A- als B-kant was niet afkomstig van een elpee.

## Achtergrond
Jo met de jojo is een origineel Nederlands liedje, geschreven door Aad van Toor en Bas van Toor, die vier jaar later bekend zouden worden als Bassie en Adriaan. Het arrangement was van Job Maarse.
De B-kant Het Bananenlied (ook wel: Waarom zijn de bananen krom?) is een cover van de Day-O (Banana Boat), geschreven door Lord Burgess, William Attanany en beroemd geworden in de versie door Harry Belafonte uit 1956. Jan Fillekers, destijds bij Farce Majeure, schreef er een Nederlandse tekst bij. Harry van Hoof verzorgde het arrangement. Van Duin zong het lied met diverse 'stemmen'.
Het hoesontwerp was van Arno van Orsouw, destijds een internationaal hoesontwerper voor onder andere Lou Reed, The Carpenters, Roxy Music en Strawbs.

## Hitnotering
André van Duin werd van de eerste plaats gehouden door The Osmonds met Crazy Horses en Michael Jackson met Ben.

### Nederlandse Top 40
| Positie: | 31 | 8 | 3 | 3 | 4 | 7 | 10 | 17 | 25 | 28 | 34 | 39 | uit |

### NederlandseDaverende 30
| Positie: | 14 | 4 | 3 | 5 | 8 | 11 | 18 | 25 | uit |

### BelgischeBRT Top 30
| Positie: | 27 | - | 30 | uit |